# Belladonnalilje-slægten
Belladonnalilje (Amaryllis) er en slægt med blot to arter, der er udbredt i henholdsvis Fynbos i den vestlige Kapprovins og Richtersveld nationalpark i den nordlige Kapprovins i Sydafrika. Det er flerårige, urteagtige planter med løg som overvintringsorgan (i dette tilfælde: oversomringsorgan). Bladene danner en grundstillet roset, og de er hele, linjeformede og helrandede med parallelle bladribber. Den blomsterbærende stængel er massiv (modsat den hule stængel hos Ridderstjerne), og den bærer op til 12 endestillede blomster. De enkelte blomster er 3-tallige og regelmæssige med 6 lyserøde blosterblade. Blomstringen foregår i august, hvor den lysende røde blomsterstængel skyder frem af det endnu ikke bladbærende løg.
| Beskrevne arter |

- Belladonnalilje (Amaryllis belladonna)

| Andre arter |

- Amaryllis paradisicola (under 1.000 eksemplarer på det naturlige voksested)